# Fine mrtve djevojke
Fine mrtve djevojke (també coneguda per la seva versió en anglès «Nice Dead Girls») és una pel·lícula dramàtica croata de 2002 que es va estrenar el juliol de 2002, en el Festival de Cinema de Pula. La pel·lícula ha estat nomenada una de les millors pel·lícules croates des de la independència de Croàcia. Va cridar molt l'atenció pels seus temes controvertits i provocatius.